# قتاد غرناطي
القَتَاد الأعظم نبات اسمه العلمي Astragalus granatensis Lam، وهو نوع جنبات معمّرة من جنس القتاد.

## البيئة والانتشار
يكثر نبات القتاد الأعظم في المغرب وإسبانيا.

## الأسماء العلمية المرادفة
- (باللاتينية: Astragalus granatensis Lam)
- (باللاتينية: Astragalus boissieri Fischer)
- (باللاتينية: Astragalus poterium Vahl)[2]

## الأسماء الشائعة
من الأسماء الشائعة الأخرى سِوَاك عَبَّاس أو السِوَاك العَبَّاسِيّ أو سِوَاك المَسِيح أو شجرة الفُرْس أو العَصْب أو النَوَارِس